# Jean-Paul Mousseau

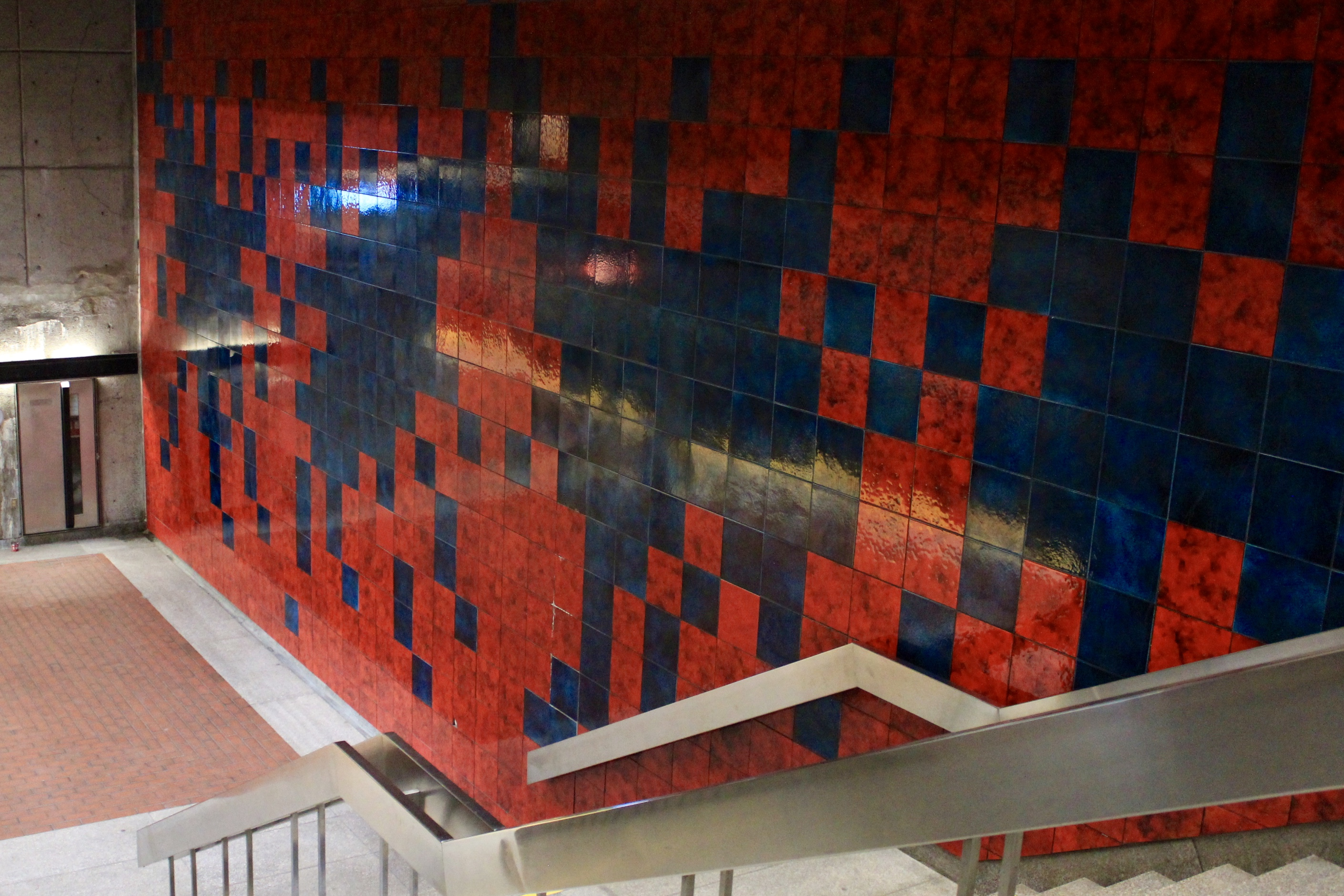
Wandbild von Mousseau in der Metro-Station Honoré-Beaugrand in Montreal.

Jean-Paul-Armand Mousseau (* 1. Januar 1927 in Montreal; † 7. Februar 1991 ebenda) war ein kanadischer Maler und Bildhauer.

## Leben und Wirken
Mousseau studierte von 1940 bis 1945 am Collège Notre-Dame, wo er Schüler von Frère Jérôme war. 1944 wurden erstmals Werke von ihm bei der Contemporary Arts Society ausgestellt. 1946 nahm er neben Paul-Émile Borduas, Marcel Barbeau, Claude Gauvreau, Roger Fauteux, Fernand Leduc und Jean-Paul Riopelle an der ersten Ausstellung der Automatistengruppe von Montreal teil.
Nach Ausstellungen in Paris und Prag fand 1948 die erste Einzelausstellung seiner Werke statt. Im gleichen Jahr gehörte er zu den Unterzeichnern des Manifests der Automatistengruppe von Montreal Refus global. Auch bei der von der Galerie nationale du Canada und der Vancouver Art Gallery organisierten Ausstellung Recent Quebec Painters, die 1951 und 1952 in Kanada und den USA gezeigt wurde, waren seine Werke zu sehen.
Daneben entwarf Mousseau auch Kostüme und Bühnenbilder für verschiedene Theateraufführungen. Seit 1957 experimentierte er mit Kunstharz und Fiberglas als Material. Im Folgejahr realisierte er mit dem Keramiker Claude Vermette eine Reihe von Kunstwerken an Gebäuden. Nach dem Besuch es Kurses Color and Science am Massachusetts Institute of Technology erhielt er 1960 für eines seiner objets lumineux den ersten Preis für Industrieästhetik beim Kunstwettbewerb der Provinz Québec.
1961 gewann er einen Wettbewerb der Firma Hydro-Québec um den Auftrag für ein repräsentatives Kunstwerk für ihren neuen Firmensitz (Édifice Hydro-Québec). Das mit bewegtem farbigem Licht erleuchtete Werk aus Fiberglas und Kunstharz wurde 1962 enthüllt und von der Kritik als Symbol der Integration von moderner Technik  und Kunst gelobt. Zur gleichen Zeit realisierte er Objekte für das Gebäude der Zeitung Montreal Star und den Justizpalast von Drummondville.
Ab 1966 beteiligte sich Mousseau an der künstlerischen Gestaltung mehrerer Stationen der Metro von Montreal. Er unterrichtete von 1961 bis 1964 an der École des beaux-arts de Montréal und 1968 an der Universität Laval. 1997 zeigte das Musée d’Art Contemporain de Montréal eine Retrospektive seiner Werke.

## Werke in öffentlichen Sammlungen
- Musée d’art contemporain de Montréal
- Musée national des beaux-arts du Québec[2]